# グラネ美術館

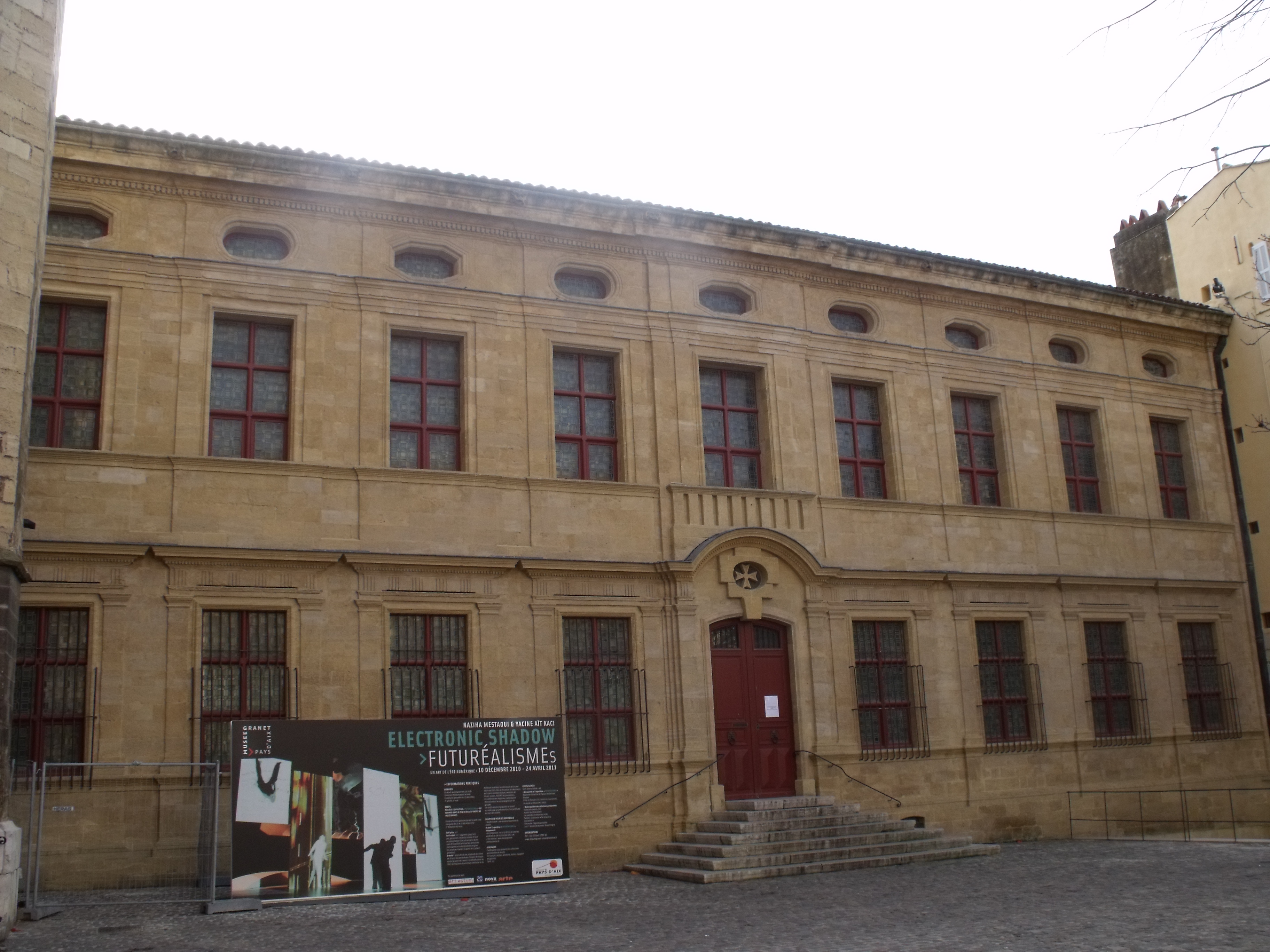
グラネ美術館

グラネ美術館（仏: Musée Granet）は、フランス南部のブーシュ＝デュ＝ローヌ県、エクス＝アン＝プロヴァンスにある美術館である。

## コレクション
エドガー・ドガ, ピエール＝オーギュスト・ルノワール、ポール・ゴーギャン, クロード・モネ, ポール・セザンヌ, フィンセント・ファン・ゴッホ, パブロ・ピカソ, ピエール・ボナール, パウル・クレー,フェルナン・レジェ, アルベルト・ジャコメッティ, ジャン・デュビュッフェ。 

## ギャラリー
- ドミニク・アングル: 『フランソワ・マリウス・グラネの肖像画』（コアコレクションの寄付者）
- フランソワ・マリウス・グラネ: Pumpkin harvesting at Malvalat
- ドミニク・アングル:『ジュピターとテティス』
- ポール・セザンヌ: portrait of the artist's mother
- Sculptures of severed heads from the pre-Roman Celto-Ligurian settlement of Entremont, north of Aix